# Куанышев, Дулат Оразбекович
Дулат Оразбекович Куанышев (род. 29 октября 1960 года в совх. «Шуйский» Атбасарского района Акмолинской области Казахской ССР) — казахстанский дипломатический работник, посол Республики Казахстан в ряде иностранных государств. С 2014 года — чрезвычайный и полномочный посол Казахстана в Израиле. Дипломатический ранг — Чрезвычайный и полномочный Посол Республики Казахстан (2013 г.)

## Биография и карьера
- сентябрь 1977 — февраль 1984 гг. — студент, Университет Дружбы народов им. П.Лумумбы, Москва, СССР.
- апрель 1982 — апрель 1983 гг. — переводчик, Торговое представительство СССР в Народной Республике Ангола (НРА), Луанда-Маланже, Ангола.
- июнь 1984 — декабрь 1985 гг. —  срочная служба в рядах Советской Армии.
- январь 1986 — сентябрь 1991 гг. — младший научный сотрудник Центра развивающихся стран Института мировой экономики и международных отношений Академии Наук СССР (ИМЭМО АН СССР), Москва, Россия.
- октябрь 1991 — май 1992 гг. — советник, Полномочное Представительство Казахстана в Москве, Москва, Россия.
- июль 1992 — июнь 1994 гг. — третий секретарь, Посольство Республики Казахстан в Турецкой Республике, Анкара, Турция.
- июнь 1994 — октябрь 1994 гг. —  советник, Главное управление политического анализа и планирования, Министерство иностранных дел Республики Казахстан, член Коллегии МИД РК, Алматы, Казахстан.
- октябрь 1994 — декабрь 1996 гг. — пресс-секретарь Президента Республики Казахстан — Руководитель пресс-службы Президента Республики Казахстан, Алматы, Казахстан.
- январь 1997 — декабрь 1998 гг. — директор, Государственный Комитет Республики Казахстан по инвестициям (Госкоминвест), Алматы — Астана, Казахстан.
- январь 1999 — сентябрь 1999 г. —  заместитель председателя Агентства Республики Казахстан по инвестициям (АРКИ), Астана, Казахстан.
- сентябрь 1999 — декабрь 2000 гг. — председатель Агентства Республики Казахстан по инвестициям (АРКИ), Астана, Казахстан.
- январь 2001 — апрель 2003 гг. — вице-министр иностранных дел Республики Казахстан, Астана, Казахстан.
- май 2003 — октябрь 2005 гг. — Чрезвычайный и Полномочный Посол Республики Казахстан во Французской Республике, Париж, Франция.
- октябрь 2005 — февраль 2007 гг. —  Чрезвычайный и Полномочный Посол Республики Казахстан в Австрийской Республике, Постоянный представитель Республики Казахстан при Организации по безопасности и сотрудничеству в Европе (ОБСЕ) и других международных организациях в городе Вена, Чрезвычайный и Полномочный Посол Республики Казахстан в Республике Словения и Республике Хорватия (по совместительству), Вена, Австрия.
- апрель 2007 — май 2010 — Посол по особым поручениям, Министерство иностранных дел Республики Казахстан, Астана.
- май 2010 — сентябрь 2014 —  Чрезвычайный и Полномочный Посол Республики Казахстан в Республике Индия, Чрезвычайный и Полномочный Посол Республики Казахстан в Демократической Социалистической Республике Шри-Ланка (по совместительству), Нью-Дели.
- с декабря 2014 —  Чрезвычайный и Полномочный Посол Республики Казахстан в Государстве Израиль, Чрезвычайный и Полномочный Посол Республики Казахстан в Республике Кипр (по совместительству), Тель-Авив.

### Образование
- сентябрь 1977 — февраль 1984 гг. — студент, Университет Дружбы народов им. П.Лумумбы, Историко-филологический факультет; затем:
  - магистр,
  - историк,
  - преподаватель истории,
  - переводчик испанского и португальского языков
- март — июль 2005 гг. —  Продвинутый курс международных отношений, Центр дипломатических и стратегических исследований (CEDS), Париж, Франция

### Награды
- Медаль «Ерен Енбегi үшін» («За трудовую доблесть») (2002 г.)
- 3 юбилейных медали Республики Казахстан,
- Гранд-офицер Национального ордена заслуги Французской Республики (Grand’Officier de l’Ordre National du Merite de la Republique Francaise) (2006 г.),
- орден «Кұрмет» (2015).

### Языки
Казахский, русский, английский, испанский, португальский, турецкий, французский.

### Семейное положение
- Женат; жена: Гульмира Советовна Мамытбаева;
  - двое детей:
    - дочь Мадина (1992 г.рожд.) и
    - сын Дариман (2004 г.рожд.)